# Brobotjärnen
Brobotjärnen är en sjö i Rättviks kommun i Dalarna och ingår i Ljusnans huvudavrinningsområde. Sjön har en area på 0,0882 kvadratkilometer och ligger 336 meter över havet.

## Delavrinningsområde
Brobotjärnen ingår i det delavrinningsområde (680566-147750) som SMHI kallar för Ovan 680554-148029. Medelhöjden är 341 meter över havet och ytan är 13,76 kvadratkilometer. Det finns inga avrinningsområden uppströms utan avrinningsområdet är högsta punkten. Vattendraget som avvattnar avrinningsområdet har biflödesordning 4, vilket innebär att vattnet flödar genom totalt 4 vattendrag innan det når havet efter 128 kilometer. Avrinningsområdet består mestadels av skog (95 procent). Avrinningsområdet har 0,09 kvadratkilometer vattenytor vilket ger det en sjöprocent på 0,6 procent.